# Shorea pauciflora
Shorea pauciflora (tiếng Anh thường gọi là Dark Red Meranti hoặc Red Lauan) là một loài thực vật thuộc họ Dipterocarpaceae. Loài này có ở Indonesia, Malaysia, và Singapore. Chúng hiện đang bị đe dọa vì mất môi trường sống.